# Résection-anastomose de trachée
Une résection-anastomose de trachée est une intervention de chirurgie thoracique consistant à retirer un segment de trachée pathologique et à suturer ensemble (anastomoser) les berges laissées en place afin de reconstituer le passage. L'intervention peut être réalisée pour une tumeur de trachée, une sténose ou une trachéomalacie.

## Historique
La première résection-anastomose de trachée a été réalisée en 1886 par E. Küster pour une sténose post-traumatique atteignant la trachée cervicale. L'intervention porte son nom. En 1909, Anton Eiselsberg réalisa une autre résection-anastomose. La technique fut ensuite laissée à l'abandon jusqu'à la deuxième moitié du siècle.

## Indications
Une résection-anastomose de trachée peut être réalisée pour traiter une sténose trachéale, une tumeur de trachée ou une trachéomalacie. Lorsque la résection doit être étendue au cartilage cricoïde, on parle d'opération de Pearson.
Une sténose trachéale est un rétrécissement anormal de la trachée, entraînant une difficulté à respirer et une respiration bruyante appelée stridor. Non traitée, elle peut entraîner une détresse respiratoire. La sténose peut être d'origine congénitale chez l'enfant, et chez l'adulte peut être bénigne (à la suite d'une intubation ou de manière spontanée) ou maligne (causée par un cancer de la trachée). Enfin, le rétrécissement de calibre peut être lié à une compression extrinsèque, comme un goitre. La résection-anastomose en est le traitement de référence, excepté pour les compressions extrinsèques où il n'existe pas d'anomalie de la trachée elle-même.
Les tumeurs de trachée sont majoritairement bénignes chez l'enfant et malignes chez l'adulte,. Parmi les cancers naissant de la trachée, le carcinome adénoïde kystique et le carcinome épidermoïde sont les plus fréquents,, constituant chacun environ un tiers des diagnostics.

## Intervention

### Rappels anatomiques

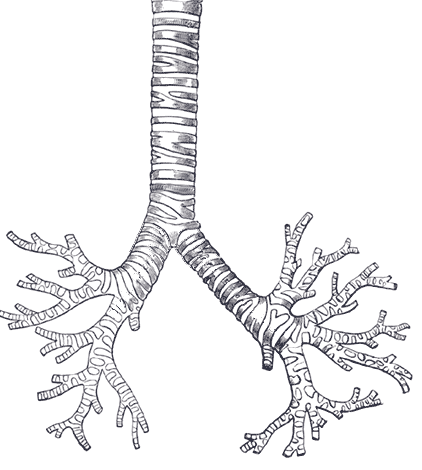
Arbre trachéo-bronchique vu de face.

La trachée est le conduit élastique fibro-cartilagineux reliant le larynx aux bronches. Elle sert de passage à l'air, lors de la respiration, entre le larynx et les bronches. La trachée naît dans le cou, puis plonge dans le thorax où elle chemine dans le médiastin (à l'arrière du sternum et entre les poumons) avant de se diviser en bronches souches droite et gauche. La bifurcation trachéale est également appelée « carène ». La trachée chemine à l'avant de l'œsophage, avec qui elle partage sa microvascularisation.
La partie antérieure de la trachée est rigide, dotée d'anneaux cartilagineux en fer à cheval lui conférant sa solidité, tandis que sa face postérieure, la membraneuse, est beaucoup plus fine. L'intérieur de la trachée est tapissé d'une muqueuse respiratoire dotée de cils et sécrétant du mucus. La vascularisation artérielle, au niveau cervical, est issue des artères thyroïdiennes inférieures et, au niveau thoracique, de plusieurs rameaux artériels variables. Les artérioles forment des arcades circulant de part et d'autre de la trachée, au contact de l'angle postérieur de la cartilagineuse et de la membraneuse.
Durant l'embryogenèse, la trachée se forme à partir du début de la quatrième semaine, lorsqu'apparaît un sillon à la face antérieure de l'intestin primitif. Ce sillon est tapissé d'endoderme, qui donnera la muqueuse respiratoire. Ensuite, le sillon s'agrandit et forme une poche, le diverticule respiratoire laryngotrachéal. À son extrémité se développera le bourgeon pulmonaire. À la fin de la quatrième semaine, le diverticule respiratoire se sépare de l'intestin primitif par les replis œsotrachéaux. Ceux-ci vont fusionner entre eux pour donner le septum trachéo-œsophagien, qui sépare la trachée, à l'avant, de l'œsophage, à l'arrière. Les anneaux cartilagineux se développent à partir de la dixième semaine.

### Technique

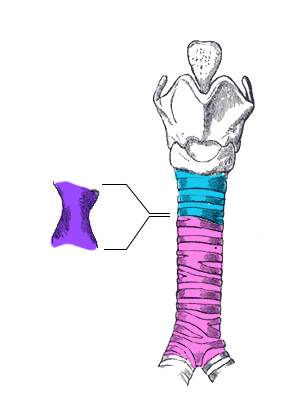
Schéma d'une résection-anastomose de trachée pour sténose.

Le choix de la voie d'abord se fait selon le niveau de la zone de trachée à retirer. Pour la trachée cervicale, une cervicotomie est utilisée et emporte au besoin la cicatrice d'une trachéotomie ancienne. La sternotomie et la thoracotomie peuvent être utilisées pour les lésions plus basses.
La trachée est disséquée sur toute sa face antérieure jusqu'à la carène afin de donner de la souplesse et de permettre au segment distal de monter jusqu'au niveau de la suture. La dissection des faces latérales et de la membraneuse doit être limitée à la zone à réséquer afin de préserver la vascularisation et d'éviter une lésion du nerf laryngé récurrent.
La suture de l'anastomose peut être réalisée entièrement à points séparés,, ou avec un surjet sur la membraneuse. Elle est généralement réalisée avec un fil monofilament résorbable de type polydioxanone.
En cas de tension excessive sur la suture, plusieurs manœuvres peuvent être réalisées pour gagner de la longueur. Le larynx peut être abaissé et les hiles pulmonaires libérés en incisant le péricarde. Enfin, en post-opératoire immédiat, maintenir le cou en flexion permet de soulager la tension sur les sutures et facilite la cicatrisation.

## Résultats
Le taux de mortalité est faible, inférieur à 3 %.
Le taux de complications sur l'anastomose est d'environ 9 %,.